# Manuel Cardoso (ginasta)
Manuel Cardoso (nascido em 17 de junho de 1928) foi um ginasta português. Ele competiu em oito eventos nos Jogos Olímpicos de Verão de 1952.